# Worshipful Company of Painter-Stainers

Stemma della Painter-Stainers' Company

La Worshipful Company of Painter-Stainers è una delle  centoundici compagnie di Livrea della Città di Londra.
Queste sono organizzazioni, gilde, di artisti, specialmente pittori; la Painter-Stainers' Company esiste sin dal 1268. Nel XVII secolo, van Dyck rifiutò di farne parte.
Il motto della gilda è Amor Queat Obedientiam.